# زبان اشکونو
اَشکونو یا اشکونی زبانی است که در افغانستان بدان سخن‌می‌رانند. این زبان در ولسوالی دره‌پیچ ولایت کنر و درهٔ رودپیچ در ولایت نورستان این کشور گویشورانی دارد. این زبان در دستهٔ نورستانی که خود یکی از زبان‌های هندوایرانی است جای‌دارد.

## اعداد
یک: āc̣
دو: du
سه: tra
چهار: ćātā
پنج: põć
شش: ṣo
هفت: sot
هشت: oṣṭ
نه: no
ده: dos